# John Thune
John Randolph Thune (Pierre, 7 de janeiro de 1961) é um político e executivo americano, sendo senador republicano pela Dakota do Sul. Ele é, desde 2025, o Líder da Maioria do Senado dos Estados Unidos.

## Infância
Filho de Yvonne Patricia e Richard Harold Thune, que eram imigrantes da Noruega. Thune recebeu um MBA da Universidade da Dakota do Sul em 1984.

## Carreira
Thune foi assessor legislativo de senador James Abdnor entre 1985-1987, após a derrota do de Abdnor em 1986, para o democrata Tom Daschle, voltou em 1989, para a Dakota do Sul, onde atuou como diretor executivo do Partido Republicano por dois anos. 
Thune foi Diretor Ferroviário de Dakota do Sul pelo governador George S. Mickelson, entre 1991 a 1993. De 1993 a 1996, foi diretor executivo da Dakota do Sul. 
Em 1996, Thune foi eleito Representante dos Estados Unidos pelo Dakota do Sul, ganhando a reeleição em 1998 e em 2000 foi reeleito com mais de 70% dos votos. Foi derrotado na eleição de 2002, pelo senador Tim Johnson por uma diferença de 524 votos (0,15%). 